# Żermanice
Żermanice (cz. Žermanice, niem. Žermanitz) – wieś gminna i gmina w kraju morawsko-śląskim, w powiecie Frydek-Mistek w Czechach. W 2006 roku wieś miała 240 mieszkańców. Wieś leży w historycznych granicach regionu Śląska Cieszyńskiego, geograficznie zaś leży w regionie Pogórza Morawsko-Śląskiego, pomiędzy Frydkiem-Mistkiem a Hawierzowem. Na jej terytorium znajduje się zapora wodna i zbiornik, co też czyni ją popularnym ośrodkiem sportów wodnych.

## Historia
Wieś została po raz pierwszy wzmiankowana w 1450 roku jako Zilmanicze. Wieś powstała prawdopodobnie w akcji kolonizacyjnej przeprowadzonej przez klasztor Benedyktynów w Orłowej. Politycznie znajdowała się w granicach utworzonego w 1290 roku księstwa cieszyńskiego, będącego od 1327 lennem Królestwa Czech, które od 1526 było częścią Monarchii Habsubrgów.
W 1461 właścicielem wsi był Jan Hunt z Kornic, właściciela Błędowic Górnych, który w 1481 podarował wieś swoim dwóm synom. Jeszcze w XV wieku wieś zakupiona została przez Jana Trnka z Raciborzan, dzierżawcę klucza frydeckiego, który podarował ją następnie miastu Frydek. Stąd jako własność miasta Frydek wieś zaliczano również do frydeckiego państwa stanowego.
Według austriackiego spisu ludności z 1910 roku Żermanice miały 261 mieszkańców, z czego 258 (98,9%) było czesko- a 3 (1,1%) polskojęzycznymi, zaś w podziale wyznaniowym 257 (98,5%) było katolikami a 4 (1,5%) ewangelikami.
Poeta Petr Bezruč napisał o wsi poemat, który jest częścią Pieśni Śląskich.